# Karl-Heinz Rühle
Karl-Heinz Rühle (* 12. Juli 1942 in Tuttlingen; † 18. August 2024) war ein deutscher Mediziner, Universitätsprofessor und Fachautor.

## Leben und Wirken
Rühle studierte in Tübingen, Frankfurt und Heidelberg. Danach arbeitete er als Medizinalassistent am Deutschen Krebsforschungsinstitut in Heidelberg. An der Universität Ulm wurde er 1971 mit einer Dissertation über Lungenfunktionsuntersuchungen mit radioaktiven Edelgasen promoviert. 1980 folgte seine Habilitation in Freiburg mit der Schrift Lungenfunktionsdiagnostik in der Klinik. Seit 1982 erforschte er schlafbezogene Atemstörungen.
Als Spezialist auf dem Gebiet der Schlafmedizin war er Chefarzt für Pneumologie, Allergologie und Schlafmedizin der Klinik Hagen-Ambrock sowie Professor an der Universität Witten/Herdecke.
Rühle war Gründer und Mitglied des wissenschaftlichen Beirats der Nordrhein-Westfälischen Gesellschaft für Schlafmedizin sowie Sprecher der Arbeitsgruppe Spiroergometrie.
Er starb im August 2024.

## Auszeichnungen
- Traumpreis der DGSM
- Ehrenmitglied der DGP

## Publikationen
- Schlaf und gefährdete Atmung – Asthma, Schlafapnoe, chronisch obstruktive Bronchitis. Thieme, Stuttgart 1987, ISBN 3-13-703301-2.
- Oszillatorische Impedanz bei schlafbezogenen Atemregulationsstörungen – Methodik, Anwendung, Konsequenzen. Thieme, Stuttgart 1996, ISBN  	 3-13-104371-7.
- Pleura-Erkrankungen. Diagnostik und Therapie. Kohlhammer, Stuttgart 1997, ISBN 3-17-012549-4.
- Zusammen mit Elke Pohl und Riccardo A. Stoohs: Schluss mit Schnarchen – die besten Tipps für eine ruhige Nacht. Heyne, München 2001, ISBN 3-453-18122-0.
- Praxisleitfaden der Spiroergometrie. Kohlhammer, Stuttgart 2008, ISBN 978-3-17-018053-6.
- Spezielle Lungenfunktionsdiagnostik. Dustri, München-Deisenhofen 2013, ISBN 978-3-87185-415-6.